# Steenwol

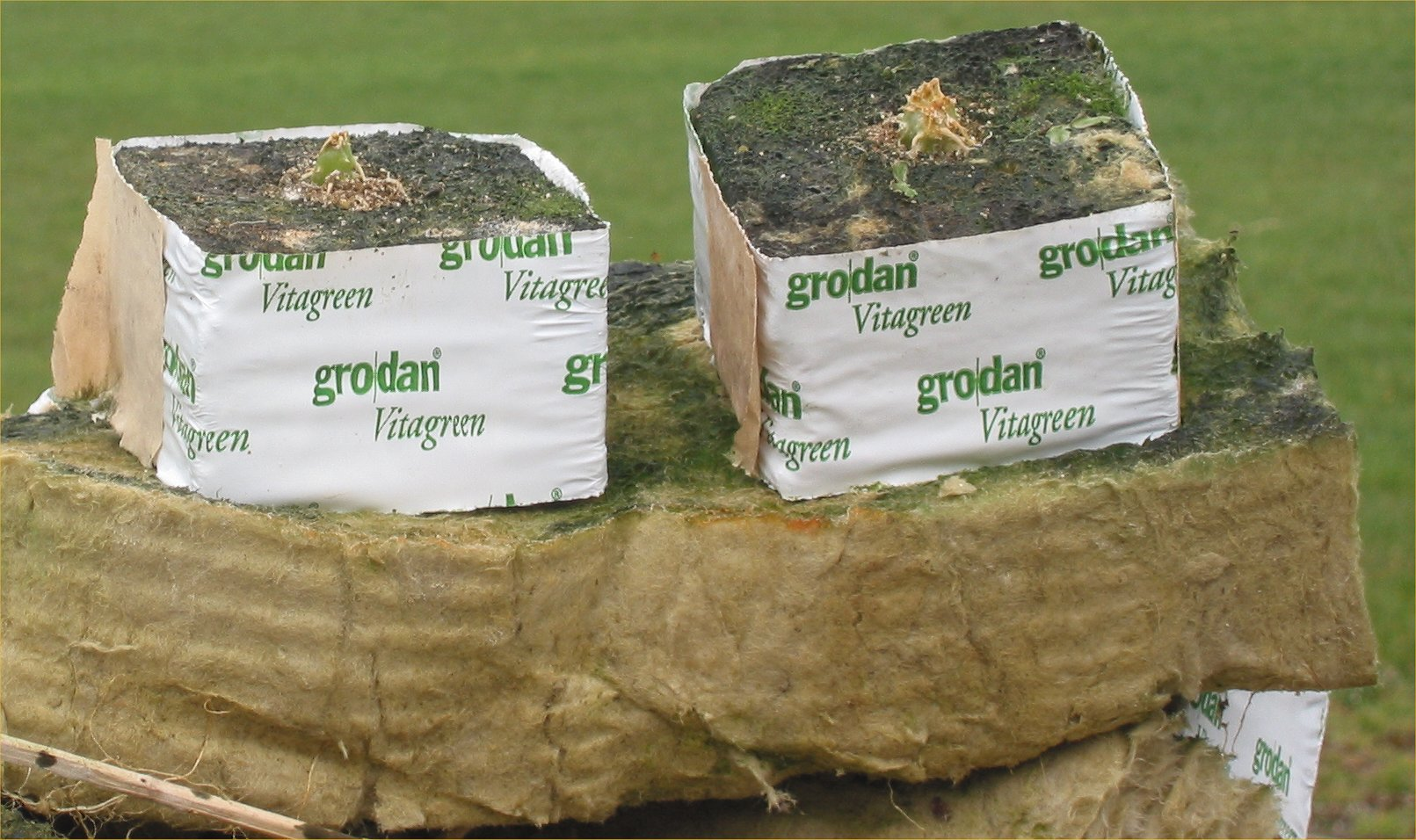
Steenwolpotjes op een steenwolmat

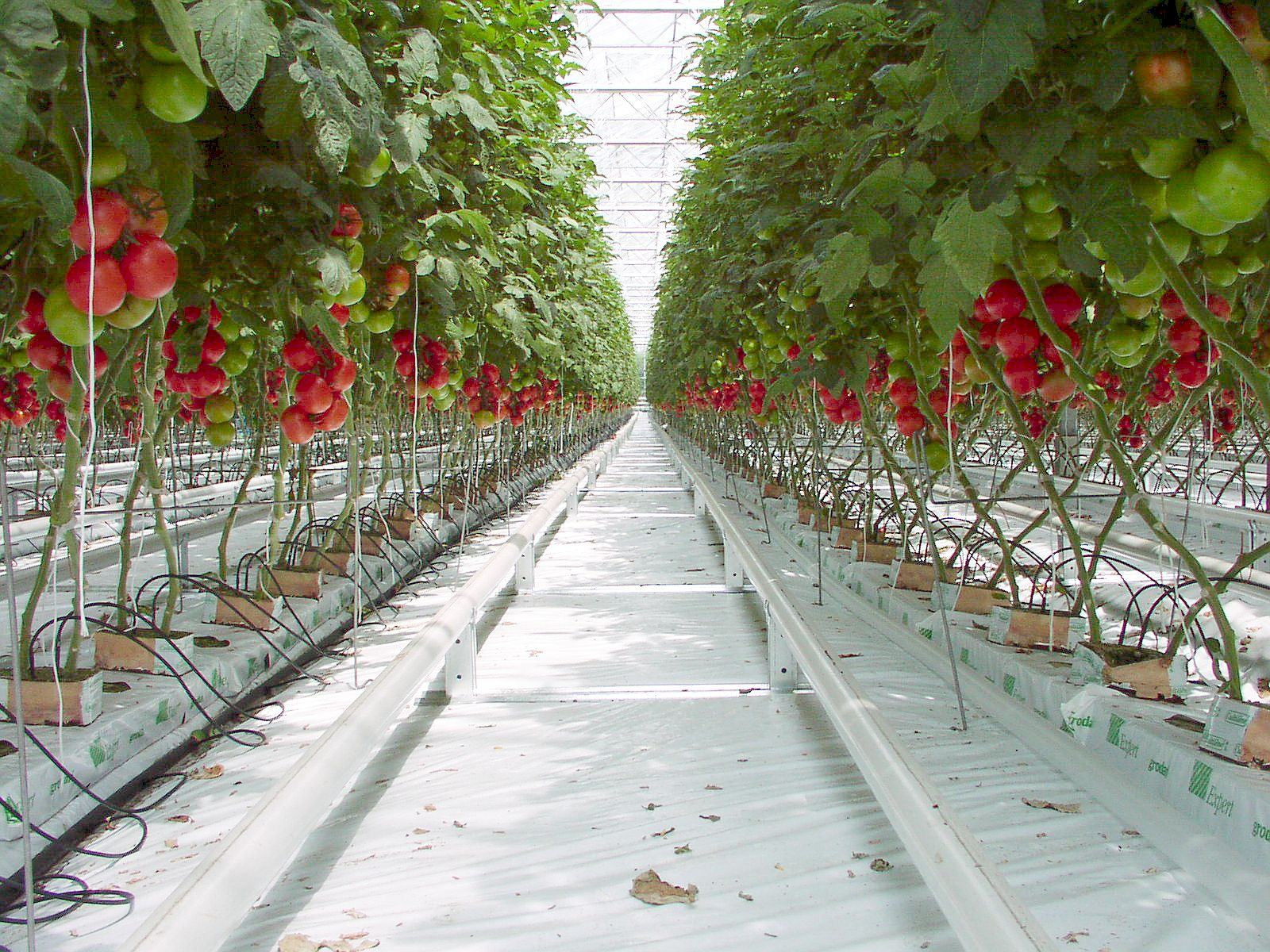
Tomaten op steenwolteelt

Steenwol of rotswol genoemd, is een isolatiemateriaal dat wordt vervaardigd uit mineraal materiaal: diabaas of basalt. Bij 1400 °C wordt de steenmassa gesmolten en wordt vervolgens met een zogenaamde spinner weggeslingerd. Hierdoor stolt de vloeistof weer tot draden. Samen met een bindmiddel wordt dit in een verhardingsoven tot een mat gemaakt.
De steenwol wordt gebruikt voor warmte-isolatie van woningen en als bodem voor het opkweken en telen van planten.

## Geschiedenis
Het idee om vloeibaar gesteente te verblazen komt van waarnemingen bij vulkanen. Op Hawaï ontdekte men een soort natuurlijke steenwol. Dit trachtte men te imiteren en omstreeks 1850 lukte het om hoogovenslak te verblazen, waarmee men een nuttige toepassing voor dit volumineuze restproduct had gevonden. Om het gewenste resultaat te bereiken, moesten enkele hulpstoffen, waaronder kalk, worden toegevoegd. De Banner Rock Products Comp. te Alexandria exporteerde deze slakkenwol naar Europa. Vooral vanaf 1897 nam de Amerikaanse productie sterk toe. In 1936 waren er 60 fabrieken en de productie bereikte weldra meer dan 300 kton per jaar.
Kort vóór de Tweede Wereldoorlog begon men ook in Europa dit materiaal te produceren. In Denemarken was dit Hendriksen en Kähler (1937), gevolgd door Zweden (1937) en Noorwegen (1938). In Duitsland was het de firma Grünzweig und Hartmann en in Frankrijk Roclaine die de productie ter hand namen. In Duitsland stonden in 1938 al vier fabrieken, waaronder één in Gelsenkirchen.

## Steenwol in Nederland
In Nederland kwam voorlopig geen eigen industrie tot stand, hoewel Hoogovens sinds 1924 al veel slakken produceerde. Geïmporteerd werd de slakkenwol onder meer door de Nederlandse Slakkenwol Handel te Amsterdam. In 1938 ging het om 1027 ton. Vrijwel alle import kwam uit Amerika. Ondertussen stapelden de hoogovenslakken zich op. Omstreeks 1934 lag er bij Hoogovens al een berg van 500 kton aan slakken.
De Rotterdamse firma Pelt & Hooykaas N.V. (P&H), een in 1891 opgerichte handel in bouwstoffen, ging vanaf 1928 deze hoogovenslak granuleren en verkopen voor de wegenbouw. Tevens ging P&H de mogelijkheden voor een Nederlandse slakkenwolfabriek onderzoeken. Ook Billiton, dat een tinsmelter in Arnhem bezat, toonde belangstelling. Vanaf 1942 draaide er een proefinstallatie in Arnhem.
Na de Tweede Wereldoorlog ging Billiton zelfstandig verder en verkocht tinslakkenwol onder de merknaam Estanisol. Deze activiteit werd ondergebracht bij de N.V. Stannum. In 1956 kwam deze fabriek in handen van een buitenlandse firma.
P&H ondertussen bouwde in 1949 een fabriek op het terrein van Hoogovens te IJmuiden en verkocht als Nederlandse Steenwolfabriek haar product onder de merknaam Lapinus. Het product vond vooral toepassing in de industrie. Midden jaren 50 van de 20e eeuw ging men ook steenwoldekens vervaardigen, waarbij steenwol op metaalgaas werd gestikt.
In 1957 kwam de zogeheten Fabriek II op het Hoogoventerrein gereed. Hoogovens nam een 40% belang in het bedrijf, dat nu ook veel exporteerde. Geleidelijk aan kwam er minder hoogovenslak beschikbaar, omdat er veel slakken in het hoogovencement werden verwerkt. Aldus koos men voor een nieuwe vestiging, nabij Roermond. Deze zogeheten Fabriek III kwam in 1968 gereed en was gebaseerd op natuursteen dat uit het Sauerland werd aangevoerd. Het betrof diabaas en basalt. In 1971 ging men samenwerken met het Deense bedrijf A/S Rockwool, dat een voortzetting was van Hendriksen & Kähler. Aldus ging het bedrijf Rockwool Lapinus B.V. heten.

## Werken met steenwol
Inademing van glaswol en steenwol kan leiden tot longfibrose, een zeer ernstige vorm van longschade.  Veiligheidsmaatregelen behelzen het dragen van adembescherming, veiligheidsbril, handschoenen, en het afdekken van de huid. Een scherp mes kan het vrijkomen van vezels verminderen.

## Alternatieven
Alternatieven voor het gebruik van steenwol - met elk hun eigen isolatiewaarde en ecologische voetafdruk - in de bouw zijn:
- Glaswol
- Houtwol
- Schapenwolisolatie
- Vlaswol
- panelen/rollen van gerecyclede katoenvezel